# Le Petit Collège
| \| Localisation sur la carte du Maroc · Rabat \| Localisation sur la carte du Maroc Rabat. |
| Localisation sur la carte du Maroc · Rabat                                                 |

Le lycée français Petit Collège ou groupe scolaire Petit Collège (en arabe : الكلية الصغيرةو) est un établissement d'enseignement français situé à Rabat au Maroc. Il se compose d'enseignement de primaire, d'un collège et d'un lycée et est rattaché à l'académie de Bordeaux, comptant tous les niveaux d'enseignement, de la petite section à la terminale.

## Histoire
Crée en 1987, Il accueille des élèves de différentes nationalités – incluant environ 56 nationalités, majoritairement des pays d'Afrique. Le lycée Petit Collège dispose de nombreuses installations sportives en partenariat avec l'établissement Amrou Alem situées la rue Ave Al Haouz à Rabat.  